# Short L.17
Die Short L.17 Scylla war ein viermotoriges Verkehrsflugzeug des britischen Herstellers Short Brothers aus den 1930er Jahren. Sie bot Platz für 39 Passagiere. Von dem als Doppeldecker ausgelegten Modell wurden nur zwei Exemplare gebaut.

## Geschichte
Die L.17 entstand im Auftrag der Luftfahrtgesellschaft Imperial Airways, die ein Flugzeug für ihre innereuropäischen Verbindungen benötigte. Anfang 1933 begann Short Brothers mit der Entwicklung auf Basis des Flugboots Short S.17 Kent. Der Erstflug des Prototyps erfolgte am 26. März 1934, im Mai war das zweite Flugzeug fertiggestellt. Die beiden Maschinen erhielten die Namen Scylla und Syrinx.
Die Flugzeuge wurden zwischen London und Paris sowie anderen europäischen Zielen eingesetzt. Als Nachteil erwies sich ihre geringe Geschwindigkeit. 1939 kamen sie in den Besitz der Nachfolgegesellschaft BOAC. Im folgenden Jahr wurden sie außer Dienst gestellt.

## Konstruktion
Die L.17 übernahm das Flugwerk der S.17 Kent. Sie war ein als Ganzmetallflugzeug konstruierter Doppeldecker mit einem starren Fahrwerk. Der neu konstruierte kastenförmige Rumpf befand sich unterhalb der Tragflächen.
Die vier Bristol Jupiter XFBM-Sternmotoren befanden sich zwischen den Tragflächen und leisteten jeweils 444 kW. Bei einer der Maschinen wurden vorübergehend zu Testzwecken zwei der Motoren durch Bristol Perseus IIL-Triebwerke ersetzt.
Nach einem schweren Unfall, der einen vollständigen Wiederaufbau des Flugzeugs erzwang, erhielt die Syrinx vier Bristol Pegasus XC-Motoren mit jeweils 492 kW.

## Technische Daten

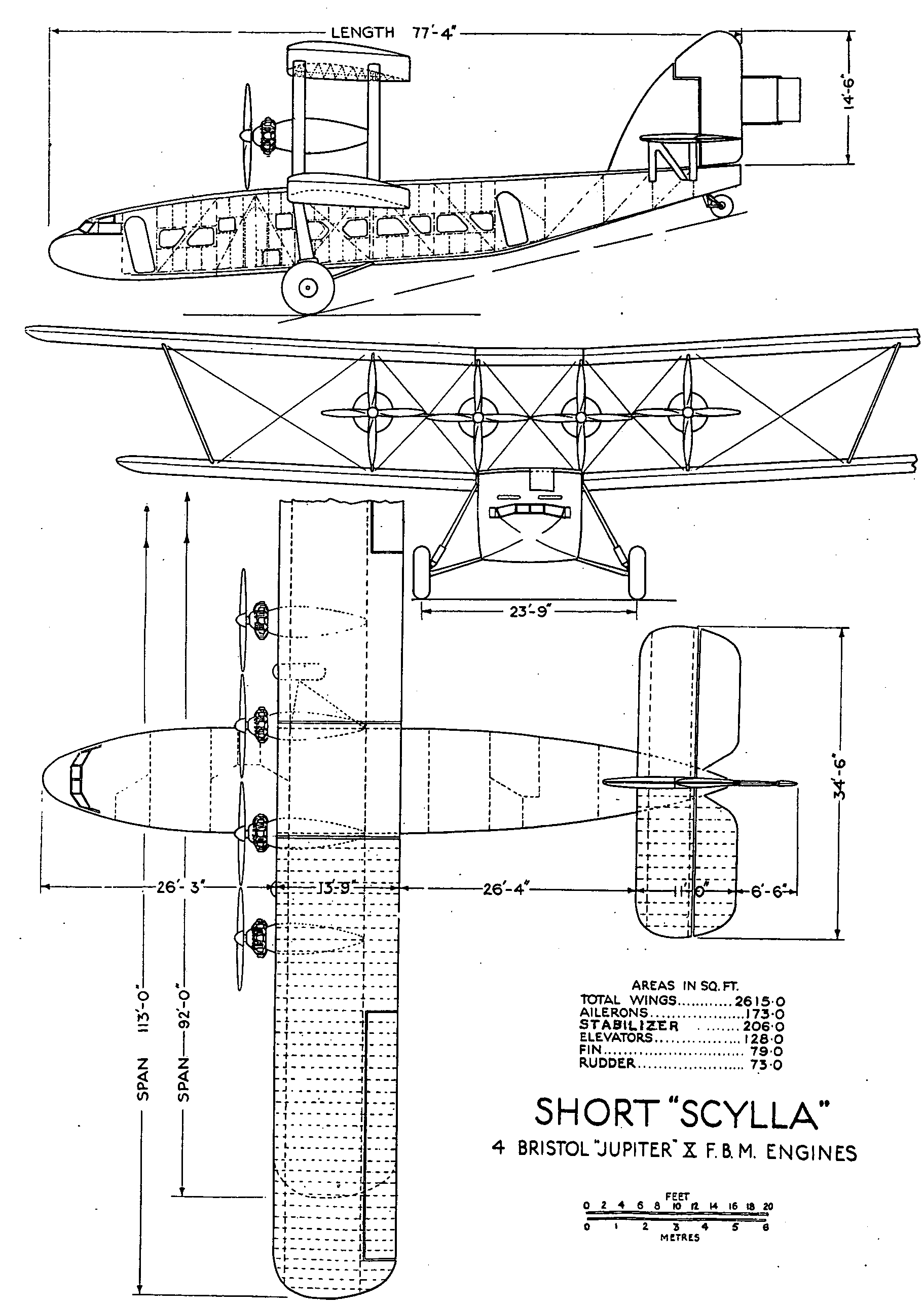
Dreiseitenansicht

| Kenngröße             | Daten                                                             |
| --------------------- | ----------------------------------------------------------------- |
| Besatzung             | 4                                                                 |
| Passagiere            | 39                                                                |
| Länge                 | 25,50 m                                                           |
| Spannweite            | 34,40 m                                                           |
| Flügelfläche          | 245 m²                                                            |
| Startmasse            | 14.500 kg                                                         |
| Höchstgeschwindigkeit | 165 km/h                                                          |
| Triebwerke            | vier Sternmotoren Bristol Jupiter XFBM mit je 444 kW (ca. 600 PS) |